# Symmetroctena eutheta
Symmetroctena eutheta är en fjärilsart som beskrevs av Turner 1917. Symmetroctena eutheta ingår i släktet Symmetroctena och familjen mätare. Inga underarter finns listade i Catalogue of Life.